# Zusammenstellung sozialwissenschaftlicher Items und Skalen
Zusammenstellung sozialwissenschaftlicher Items und Skalen (ZIS) ist ein Open Access-Repositorium für sozial- und verhaltenswissenschaftliche Messinstrumente (Fragebogen, Test, Items, Skala, Index). Es wird vom GESIS – Leibniz-Institut für Sozialwissenschaften herausgegeben.
Veröffentlicht werden deutsch-, englisch- und mehrsprachige Messinstrumente zu verschiedenen sozialwissenschaftlichen Forschungsthemen. ZIS bietet eine Plattform, um Messinstrumente mit den dazugehörigen Informationen zum theoretischen Hintergrund, der Entwicklung und den psychometrischen Gütekriterien einerseits zu dokumentieren und andererseits zu finden. Mit über 260 dokumentierten Messinstrumenten (Stand: 2020) handelt es sich um das größte Angebot an frei verfügbaren Messinstrumenten für die Sozialwissenschaften im deutschsprachigen Raum.

## Geschichte
ZIS geht im Ursprung auf das in den 1980er Jahren erschienenen ZUMA-Handbuch Sozialwissenschaftlicher Skalen zurück. An dieses schloss sich in den 1990er Jahren die Online-Datenbank ZUMADOC an.
ZIS erschien Ende 1990 unter dem Vollnamen „ZUMA-Informationssystem“ als elektronisches Handbuch für deutschsprachige Messinstrumente der Sozialwissenschaften. Es wurde mit dem Ziel gegründet, Messinstrumente und dazugehörige theoretische und methodische Informationen zentralisiert zu sammeln, welche oftmals in unterschiedlichen Quellen (z. B. Artikeln, einzelnen Webseiten, Büchern) veröffentlicht sind.
Seit der Umstrukturierung von GESIS im Jahr 2008 steht ZIS nicht mehr für „ZUMA-Informationssystem“, sondern für „Zusammenstellung sozialwissenschaftlicher Items und Skalen“ (Englisch: Collection of Items and Scales for the Social Sciences). 2014 wurde das elektronische Handbuch von der heutigen Onlineversion abgelöst. Seitdem wird auch eine internationale Ausrichtung verfolgt, indem zunehmend englisch- und mehrsprachige Messinstrumente dokumentiert und veröffentlicht werden.

## Ziele und Ausrichtung
ZIS richtet sich primär an Forschende verschiedener Disziplinen der Sozialwissenschaften (v. a. Soziologie, Psychologie, Kommunikationswissenschaft, Medienwissenschaft, Kulturwissenschaft, Pädagogik, Politologie, Gesundheitswissenschaften, Wirtschaftswissenschaft). Es soll eine Verbesserung von Forschungsbedingungen erreicht werden, indem Informationen gesammelt werden, die sonst erst nach intensiver Recherche auffindbar seien (Glöckner-Rist & Bandilla, 1997).
Die Instrumentendokumentationen orientieren sich an den Qualitätsrichtlinien des RatSWD und beinhalten neben dem Instrument selbst auch Informationen zum theoretischen Hintergrund, zur Entwicklung und zu Qualitätskriterien (z. B. Reliabilität und Validität). Jede Person, die ein sozialwissenschaftliches Messinstrument konzipiert, erweitert oder auf andere Kontexte transferiert und anhand empirischer Daten überprüft hat, kann die dazugehörige Dokumentation in ZIS einreichen. Jede Dokumentation eines Messinstrumentes wird mit einem persistent identifier (digital object identifiers [DOIs]) versehen. Damit wird ein Messinstrument und dessen Dokumentation dauerhaft verfügbar, eindeutig auffindbar und wissenschaftlich zitierfähig.
ZIS kann kostenfrei genutzt werden, auch das Publizieren in ZIS ist kostenfrei. Publikationen ab Dezember 2019 erscheinen unter einer Creative-Commons-Lizenz.